# Symphonie no 4 de Tchaïkovski
Pour les articles homonymes, voir Symphonie no 4.
La Symphonie no 4 en fa mineur, op. 36, de Piotr Ilitch Tchaïkovski, fut composée entre le printemps de 1877 et décembre de la même année.

## Structure
1. Andante sostenuto - Moderato con anima (fa mineur)
2. Andantino en modo di canzona (ré bémol majeur)
3. Scherzo. Pizzicato ostinato. Allegro (fa majeur)
4. Finale. Allegro con fuoco (fa majeur)

L'exécution de cette quatrième symphonie dure environ 45 minutes.

## Orchestration
| Instrumentation de la Symphonie no 4                                            |
| Bois                                                                            |
| 1 piccolo, 2 flûtes, 2 hautbois, 2 clarinettes (en la et si bémol), 2 bassons   |
| Cuivres                                                                         |
| 4 cors (en fa), 2 trompettes (en fa), 3 trombones (2 ténors et 1 basse), 1 tuba |
| Percussions                                                                     |
| timbales, grosse caisse, cymbales, triangle                                     |
| Cordes                                                                          |
| premiers violons, seconds violons, altos, violoncelles, contrebasses            |

## Historique
Les trois premiers mouvements furent composés à Venise, lorsque Tchaïkovski séjournait à la chambre 106 du Londra Palace (l'Hôtel Beau Rivage à l'époque) du 2 au 16 décembre 1877. Il comptait appeler sa symphonie "Do Leoni" (Les Deux Lions) en honneur du lion de Saint Marc et du lion rampant anglais.
La première représentation de la quatrième symphonie eut lieu à Moscou le 10 février 1878 sous la direction de Nikolaï Rubinstein. Elle devint rapidement un pilier du répertoire classique et fut une des symphonies les plus jouées à la fin du XIXe siècle.
La dédicace de la partition indique : « À mon meilleur ami ». Tchaïkovski fait allusion en fait à Nadejda von Meck, sa mécène, avec laquelle il entretient depuis peu des relations épistolaires.

## Analyse

### Andante sostenuto - Moderato con anima
Les sonneries de cuivres qui ouvrent la symphonie représentent le fatum (« Une force du destin qui nous interdit de goûter le bonheur, veille jalousement à ce que notre félicité et nos apaisements ne soient jamais sans mélange, pend au-dessus de nos têtes comme l'épée de Damoclès, et verse inexorablement un lent poison dans l'âme. Il faut nous y soumettre et nous résigner à une tristesse sans issue »). À chaque fois que l'homme croit pouvoir se détacher de son destin pour aller vers quelque chose de meilleur[réf. nécessaire], le thème du fatum réapparait tel un retour brutal à la triste réalité. Ces sonneries de cuivres seront le thème récurrent de la symphonie. La quatrième symphonie est la première des symphonies de Tchaïkovski dites du destin. Suivront ensuite la cinquième symphonie et la Pathétique.
Thème du fatum ouvrant la symphonie, joué par les cors :
La lecture audio n'est pas prise en charge dans votre navigateur. Vous pouvez télécharger le fichier audio.

### Andantino en modo di canzona
Le deuxième mouvement est un Andantino en Sib Mineur.
Premier thème, au hautbois, repris immédiatement après par les violoncelles :
La lecture audio n'est pas prise en charge dans votre navigateur. Vous pouvez télécharger le fichier audio.

### Scherzo.Pizzicato ostinato. Allegro
Le troisième mouvement est un Scherzo en fa majeur. Les cordes jouent uniquement en pizzicato.

### Finale.Allegro con fuoco
Le quatrième mouvement est un Allegro con fuoco en fa majeur.

## Repères discographiques
- Evgueni Mravinsky, (avec les symphonies 5 et 6) Orchestre philharmonique de Leningrad, 1960 (Deutsche Grammophon)
- Wilhelm Furtwängler, concert avec le Philharmonique de Vienne, 1951 (Tahra)